# Liphistius birmanicus
Espèce
Liphistius birmanicus est une espèce d'araignées mésothèles de la famille des Liphistiidae.

## Distribution
Cette espèce est endémique de l'État Karen en Birmanie,. Elle se rencontre vers Yado.

## Description
La femelle holotype mesure 24 mm.
Le mâle holotype mesure 19,90 mm et la femelle paratype 22,50 mm, les mâles mesurent de 18,58 à 19,90 mm et les femelles de 14,45 à 25,95 mm.

## Étymologie
Son nom d'espèce lui a été donné en référence au lieu de sa découverte, la Birmanie.

## Publication originale
- Thorell, 1897 : « Viaggio di Leonardo Fea in Birmania e regioni vicine. LXXIII. Secondo saggio sui Ragni birmani. I. Parallelodontes. Tubitelariae. » Annali del Museo Civico di Storia Naturale di Genova, sér. 2, vol. 17, p. 161-267 (texte intégral).